# Font del Molí Vell
La Font del Molí Vell és una font del poble de Castellcir, en el terme municipal del mateix nom, a la comarca del Moianès.
Està situada a 664 metres d'altitud, en el sector sud-est del terme. És ran, al nord-est, del Molí Vell, a l'esquerra de la Riera de Fontscalents, a migdia de la masia d'Esplugues i del Pont d'Esplugues. Es troba en el vessant nord-oest de l'extrem occidental del Serrat del Molí Vell.
Aquesta font havia subministrat aigua a la masia d'Esplugues.